# V353 Андромеды
V353 Андромеды (лат. V353 Andromedae) — двойная звезда в созвездии Андромеды на расстоянии приблизительно 3430 световых лет (около 1052 парсеков) от Солнца. Видимая звёздная величина звезды — от +9,59m до +9,44m.

## Характеристики
Первый компонент — красный гигант, пульсирующая медленная неправильная переменная звезда (LB:) спектрального класса M0. Масса — около 1,223 солнечной, радиус — около 91,658 солнечных, светимость — около 636,084 солнечных. Эффективная температура — около 3782 K.
Второй компонент — коричневый карлик. Масса — около 58,88 юпитерианских. Удалён на 1,599 а.е..